# Neptuni åkrar
Neptuni åkrar, česky lze přeložit jako Neptunova pole, je populární malá přírodní rezervace a pravěké až středověké pohřebiště. Leží na západním pásu pobřeží ostrova Öland podél Kalmarského průlivu Baltského moře a pobřežní silnice. Nachází se u vesnice Byxelkrok patřící k obci Böda v okrese Borgholm v kraji Kalmar v jižním Švédsku. Je to štíhlé cca 200 m široké oblázkové pole a pole kamenných ploten s pláží, s malými útesy a přilehlou pobřežní vegetací. Jméno ji dal švédský přírodovědec Carl Linnaeus (1707–1778) v roce 1741 podle římského boha moře, jezer a pramenů Neptuna. Pro svůj zvláštní vzhled je jednou z nejnavštěvovanějších oblastí Ölandu.

## Příroda
Rezervace byla založena 12. prosince 1961. Vegetace je velmi řídká kvůli povrchu a poměrně stálému větru, který krajinu vysušuje. Skládá se tedy pouze z rostlin odolných vůči suchu. Nejznámější rostlinou je Hadinec obecný (Echium vulgare), což je léčivá dvouletá bylina z čeledi brutnákovitých, která v červnu a červenci kvete a zbarvuje celou oblast do modra. Původně rostlina nebyla na Ölandu běžná, ale její semena byla přivezena do Byxelkroku s nákladem štěrku v roce 1934 a od té doby se rozšířila po celém ostrově.
Geologicky zajímavé kamenné plotny vznikly z kamenů zanechaných zde během poslední doby ledové, které erodovaly působením vln, a jsou protkány zkamenělinami trilobitů a ramenonožců (brachiopodů). Sběr zkamenělin je zakázán.

## Archeologické nálezy
Podobně jako na mnoha místech Ölandu, se zde nachází archeologické lokality. Bylo zde objeveno nejseverněji položené pohřebiště na Ölandu pocházející z období doby bronzové až po dobu Vikingů. Skládá se z mohyly ve tvaru lodi, přesněji zasypané kamenné lodi, a nazývá se Forgalla Skepp. Zajímavé jsou také malé kamenné kruhy a kruhové cairny, kde jeden je ve tvaru trojcípém (tzv. treudd). Poblíž u Byxelkroku se nachází také vztyčený vápencový kámen Höga flisa (Vysoký odštěpek) vysoký 1,70 m.

## Další informace
U silnice se nacházejí parkoviště a také placené stání pro obytné automobily Byxelkrok Ställplats.

## Galerie

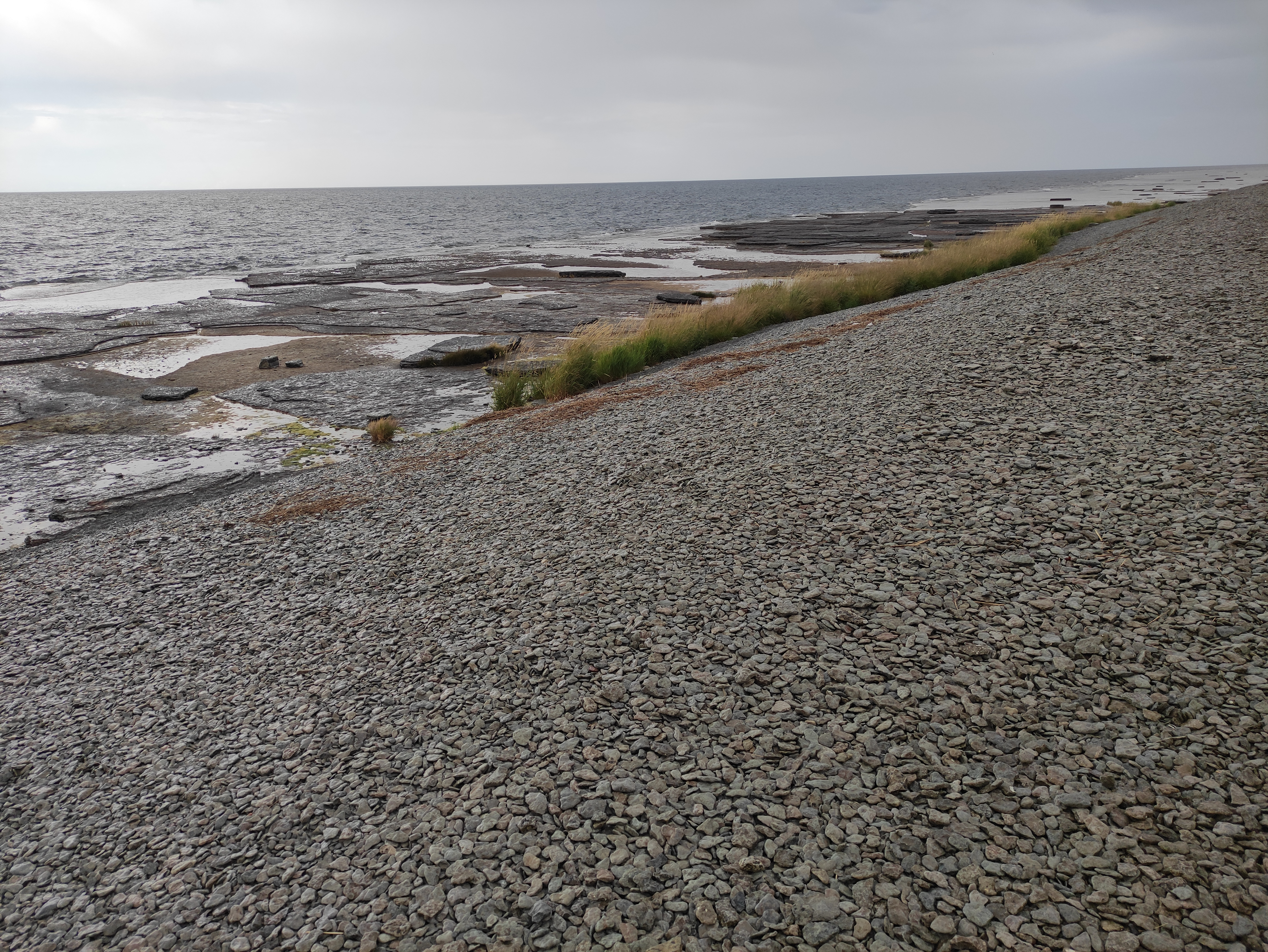
Pobřeží
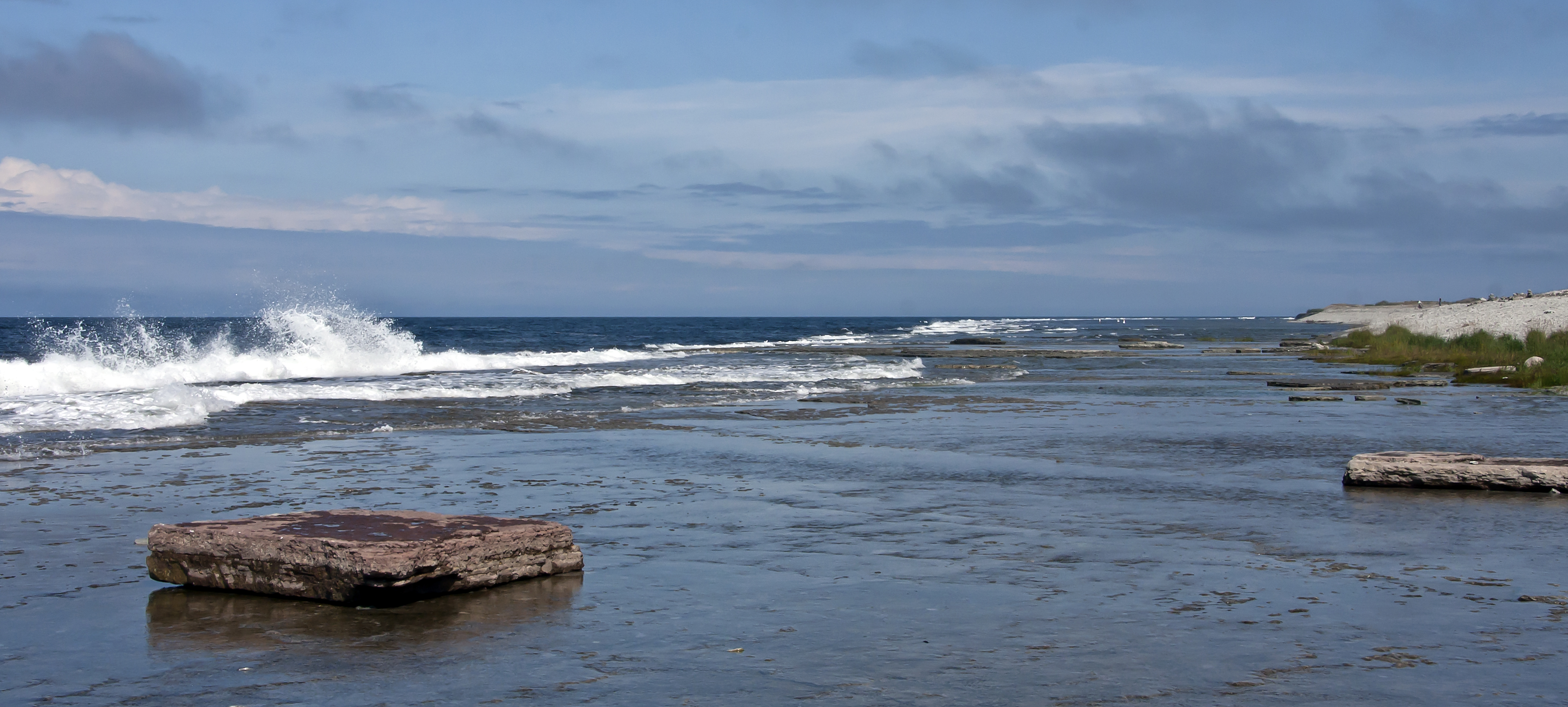
Pobřeží
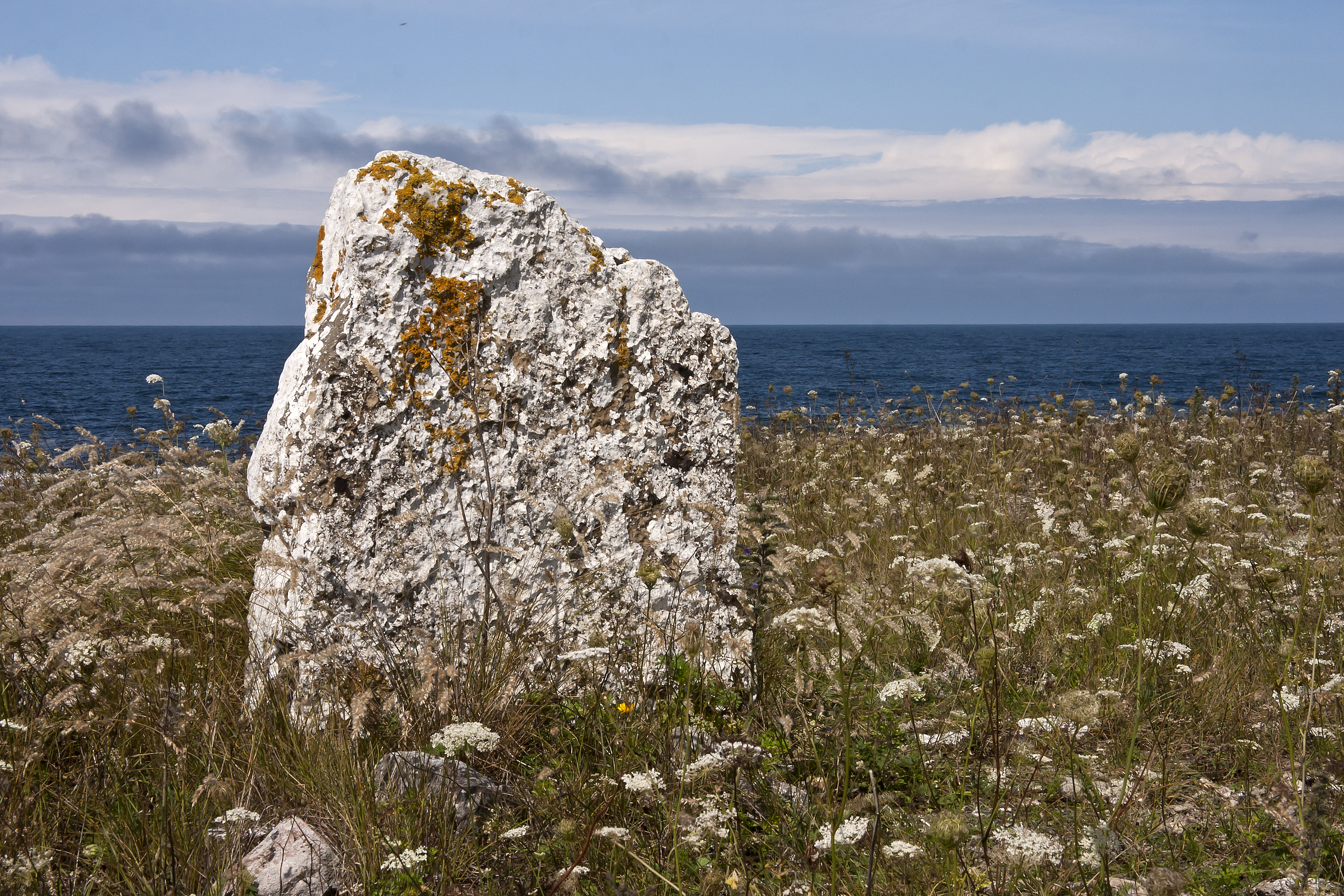
Pobřeží
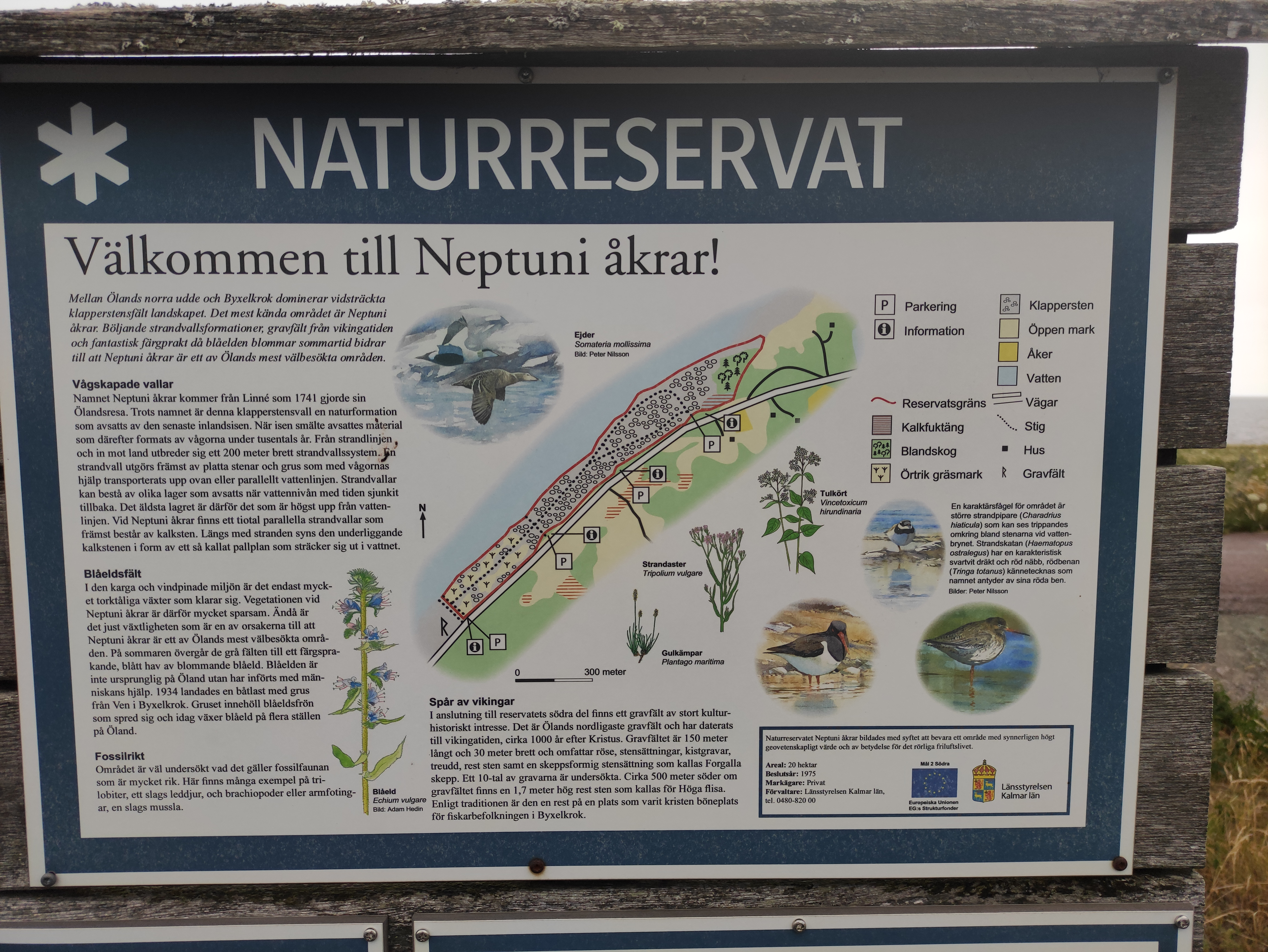
Informační panel na místě